# Lőrinc Wathay
Lőrinc Wathay de Felsővatta   (? – 1573) a fost un nobil maghiar și castelan de Csesznek.